# أوفه غينسهايمر
أوفه غينسهايمر (بالألمانية: Uwe Gensheimer) (مواليد 26 أكتوبر 1986) في مانهايم، هو لاعب كرة يد ألماني يلعب كجناح أيسر. يلعب حاليا مع نادي باريس سان جيرمان لكرة اليد ويحمل الرقم 3. مثل منتخب ألمانيا لكرة اليد. شارك في دورة الألعاب الأولمبية الصيفية سنة 2016.

## سجل المنافسة
شارك في البطولات التالية:
- بطولة العالم لكرة اليد للرجال 2015
- بطولة أوروبا لكرة اليد للرجال 2012
- الألعاب الأولمبية الصيفية 2016

## الإنجازات
- كرة اليد في الألعاب الأولمبية الصيفية:
  -  برونزية: كرة اليد في الألعاب الأولمبية الصيفية 2016 – مسابقة الرجال
- الدوري الألماني لكرة اليد:
  - الفوز: 2015–16

## روابط خارجية
- أوفه غينسهايمر على موقع الاتحاد الأوروبي لكرة اليد (الإنجليزية)
- أوفه غينسهايمر على موقع الاتحاد الفرنسي لكرة اليد (الفرنسية)
- أوفه غينسهايمر على موقع أوليمبيديا (الإنجليزية)
- أوفه غينسهايمر على موقع اللجنة الأولمبية الألمانية (الألمانية)